# Kringlan
Kringlan es el centro comercial más grande en Reikiavik con más de 170 tiendas, restaurantes y servicios. Construido en 1987, contiene de todo, desde una biblioteca, un teatro y un cine a una tienda de licores, tiendas de dulces y un pub. Ha crecido con los años, y se cree que ha sido la mayor amenaza para las tiendas del centro de la ciudad de Reikiavik. Kringlan también está compitiendo por los clientes con otro centro comercial, Smáralind en Kópavogur.